# Didi Conn
Edith Bernstein (Brooklyn, Nueva York; 13 de julio de 1951), más conocida por su nombre artístico Didi Conn, es una actriz estadounidense de cine, televisión y teatro.

## Carrera
Didi Conn comenzó su carrera como actriz en la década de los setenta actuando en varias series de televisión. En 1977 protagonizó la película You Light Up My Life. En 1978 actuó en el musical Grease donde interpretó el papel de Frenchy y actuó junto a John Travolta y Olivia Newton-John. En 1981 protagonizó el cortometraje  Violet, el mismo año se integró al elenco de la serie de televisión  Benson. En 1982 actuó en Grease 2 donde interpretó de nuevo a Frenchy y actuó junto a Maxwell Caulfield y Michelle Pfeiffer. Didi ha actuado en varias películas y series de televisión a lo largo de su carrera. En el año 2002 tuvo un pequeño papel en la película Frida. También ha prestado su voz para varias películas y series de televisión.

## Vida personal
Se casó con un hombre llamado Frankie Conn del cual en poco tiempo se divorció. En 1984 se casó con el compositor David Shire con el cual tiene un hijo llamado Danny, el cual nació en 1992 y un hijastro llamado Matthew Shire.

## Filmografía

### Películas
- Oh Baby! (2008) .... Mamá de David
- Shooting Vegetarians (2005) .... Patrice
- Frida (2002) .... Mesera
- Thomas y el Ferrocarril Mágico (2000) .... Stacy Jones
- The Flintstones Christmas in Bedrock (1996) (voz) .... Voces adicionales
- A Flintstones Family Christmas (1993) .... Stella
- Shining Time Station Christmas: 'Tis a Gift (1990) .... Stacy Jones
- Star Fairies (1985) (voz) .... Spice
- The Magic Show (1983) .... Cal
- Grease 2 (1982) .... Frenchy
- Violet (1981) .... Violet
- Almost Summer (1978) .... Donna DeVito
- Grease (1978) .... Francesca Facciano "Frenchy"
- Murder at the Mardi Gras (1978) .... Julie Evans
- Three on a Date (1978) .... Eve Harris
- You Light Up My Life (1977) .... Laurie Robinson
- Raggedy Ann & Andy: A Musical Adventure (1977) (voz) .... Raggedy Ann
- Genesis II (1973) .... Actriz de TV

### Series de televisión
- Law & Order: Special Victims Unit .... Enfermera (2 episodios, 2008)
- Stanley .... Sra. Goldberg (1 episodio: Going-Away Goose/Time to Climb!, 2003)
- L.A. Law .... Srta. Tressman (1 episodio: He Ain't Guilty, He's My Brother, 1994)
- Civil Wars (1 episodio: Till Debt Do Us Part, 1992)
- Shining Time Station .... Stacy Jones (1990-1993)
- Highway to Heaven .... Birdy Belker / Wanda (2 episodios, 1987)
- Cagney & Lacey .... Roswell (1 episodio: Waste Deep, 1987)
- Hotel .... Patty Maloney (1 episodio: Sleeping Dogs, 1985)
- Benson .... Denise Florence Stevens Downey (72 episodios, 1981-1984)
- ABC Weekend Specials .... Dimples (1 episodio: Bad Cat, 1984)
- American Playhouse .... Recepcionista (1 episodio: Working, 1982)
- The Fonz and the Happy Days Gang .... Cupcake (1 episodio: King for a Day, 1980)
- Semi-Tough .... Kiki (1 episodio: One Bad Apple, 1980)
- The Practice .... Helen (14 episodios, 1976)
- The Rookies .... Jovencita (1 episodio: Measure of Mercy, 1975)
- Keep on Truckin' (1975) TV series
- Happy Days .... Joyce (1 episodio: Kiss Me Sickly, 1975)
- The Jetsons (1962) TV series .... Voces Adicionales

- Datos: Q459465
- Multimedia: Didi Conn / Q459465